# Flugplatz Großenhain

i7
i11
i13

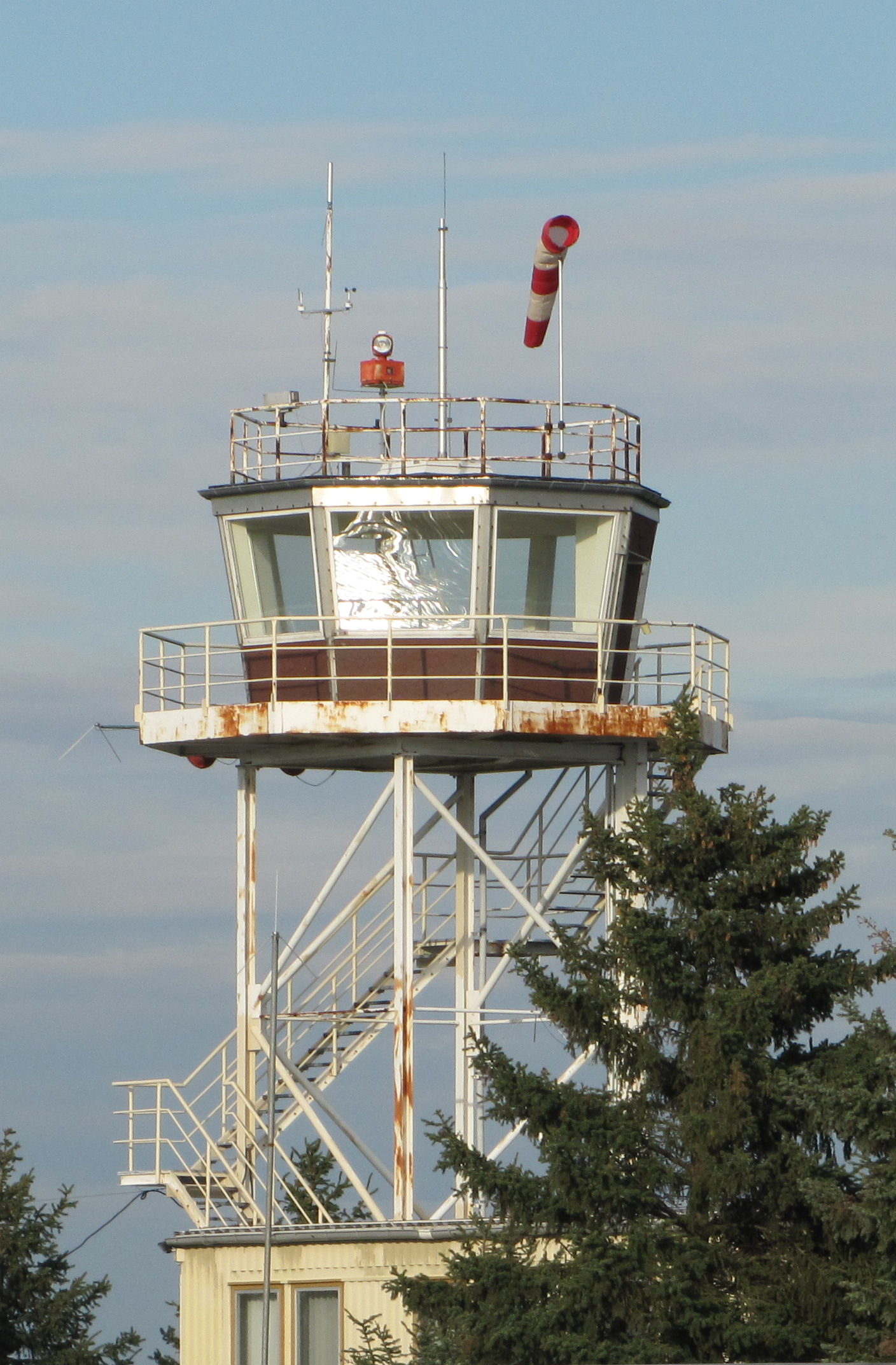
Turm des Flugplatzes Großenhain

Der Flugplatz Großenhain (ICAO-Code: EDAK) ist einer der ältesten noch in Betrieb befindlichen deutschen Flugplätze. Er war ein historischer Militärflugplatz und wird seit 1991 weiterhin als ziviler Verkehrslandeplatz genutzt. Er liegt einen Kilometer nördlich des Großenhainer Stadtzentrums in Sachsen.

## Geschichte

### Königlich-sächsische Militärfliegerstation (1913–1919)
Ab 1911 wurden bereits sächsische Offiziere innerhalb der preußischen Provisorischen Fliegertruppe, der späteren Königlich-Preußischen Fliegertruppe ausgebildet. Nach der Umstrukturierung der Luftstreitkräfte im Jahre 1913 wurde eine eigene sächsische Einheit, die 3. Königlich-Sächsische Kompanie des 1. Königlich-Preußischen Flieger-Bataillons geschaffen, für die Großenhain als ein geeigneter Ort zum Aufbau einer eigenen Fliegerstation auf sächsischem Boden ausgewählt wurde. Unter dem damaligen Hauptmann und späteren Major Horst von Minckwitz wurde der neue Flugplatz bis Anfang 1914 grundlegend fertiggestellt. Am 21. Februar 1914 wurde der Flugbetrieb mit der ersten Landung einer DFW Stahl-Taube durch den Flugzeugführer Leutnant Emil Clemens und den Beobachter Leutnant Rudolf Hasenohr aufgenommen. Die Gesamtkapazität war zuerst auf sechzig Flugzeuge ausgelegt, die hauptsächlich von den Herstellern Albatros, DFW und Kondor geliefert wurden.
Mit Beginn des Ersten Weltkrieges wurde diese erste Großenhainer Fliegerkompanie an die Westfront verlegt. Danach wurde die Flieger-Ersatz-Abteilung Nr. 6, kurz FEA 6, mit einer Fliegerschule gegründet. Sie bestand neben einem Stab aus vier Kompanien. Teil der Ausbildung waren auch Kurse für Beobachter, Fliegerschützen, Bombenabwerfer und Luftbildfotografen. Unter den Schülern und teilweise auch späteren Lehrern findet sich ein Teil der erfolgreichsten deutschen Kampfflieger des Ersten Weltkrieges. Auch der berühmteste Jagdflieger Manfred Freiherr von Richthofen, Der Rote Baron genannt, erhielt hier seine Beobachterausbildung. Insgesamt wurden bis 1918 in Großenhain rund 60.000 Mann ausgebildet.
Eine Auswahl von weiteren auf dem Flugplatz Großenhain ausgebildeten deutschen Kampfpiloten des Ersten Weltkrieges:
- Ernst von Althaus
- Hartmuth Baldamus
- Rudolf Berthold
- Walter Blume
- Julius Buckler
- Franz Büchner
- Hermann Köhl
- Carl Menckhoff
- Rudolf Windisch
- Kurt Wüsthoff

Ab dem 6. November 1918 begann die Novemberrevolution auch in der Garnisonsstadt Großenhain. Die Flieger bildeten zusammen mit den Großenhainer Husaren und auch vielen Arbeitern der Flugzeugwerft einen gemeinsamen Arbeiter- und Soldatenrat.

### Deutscher Fliegerhorst (1919–1945)

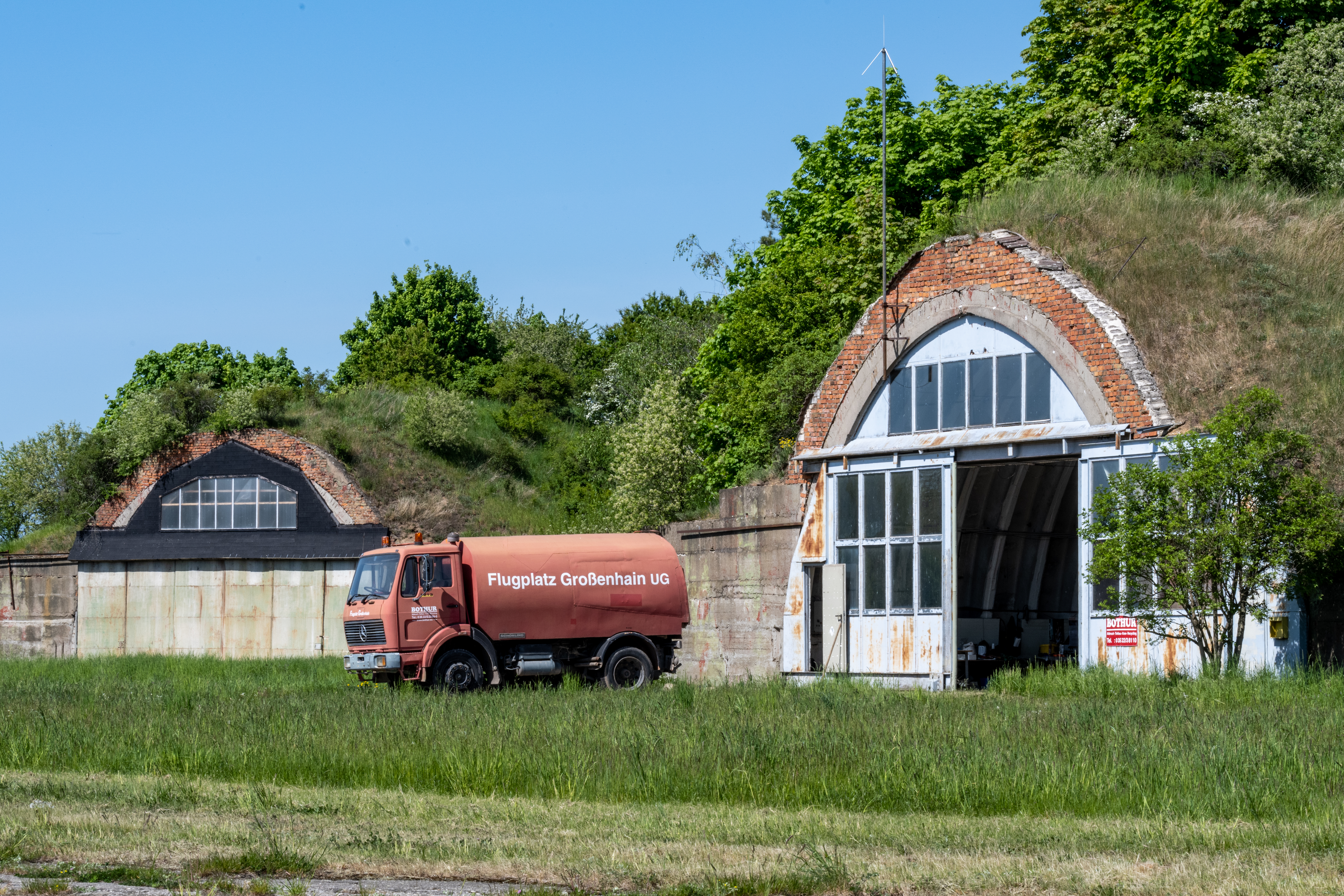
Hangar am Flugplatz Großenhain

Nach dem am 11. November 1918 begonnenen Waffenstillstand und dem am 28. Juni 1919 von der Triple Entente erzwungenen Vertrag von Versailles, wurden eigene Luftstreitkräfte innerhalb des Deutschen Reiches verboten. Die neue verkleinerte Artillerie-Flieger-Staffel Großenhain war eine der wenigen deutschen Militärfliegereinheiten, deren Erhaltung dennoch versucht wurde, allerdings erfolglos. Am 20. Mai 1920 wurde der Platz offiziell aufgelöst. Im Folgenden wurden die meisten Gebäude demontiert.
Ab 1925 erfolgte zögerlich eine erneute Nutzung, zunächst als Notlandeplatz. Die Akaflieg Dresden nutzte das Areal zu Beginn der 1930er Jahre. 1934 begann dann der zunächst getarnt durchgeführte Wiederaufbau zum Fliegerhorst der Luftwaffe.
Ab 1. März 1935 übernahm die Abteilung B der Fliegerschule des Deutschen Luftsportverbandes Celle-Wietzenbruch den Fliegerhorst und nahm umgehend die Ausbildung von Militärpiloten auf. Am 1. März 1936 erfolgte die Umbenennung der Einheit in Aufklärungsgruppe 23 und am 1. November 1938 erhielt sie die endgültige Bezeichnung Aufklärungsgeschwader 11. Nach Verlegung der meisten Geschwaderstaffeln kurz nach Kriegsbeginn wurde am 26. August 1939 die Aufklärungsfliegerschule 1 (F) Heer aufgestellt. Diese wurde am 15. Februar 1943 als I. Gruppe in das Fernaufklärungsgeschwader 101 eingegliedert und blieb bis zum Februar 1945 Hauptnutzer des Fliegerhorsts. Im weiteren Verlauf des Krieges wurden ab Juli 1944 auch verschiedene Schlacht-, Zerstörer- und Jagdgeschwader in Großenhain stationiert, die von hier aus auch Einsätze gegen die Rote Armee flogen. Die folgende Tabelle zeigt eine Auflistung ausgesuchter fliegender aktiver Einheiten (ohne Schul- und Ergänzungsverbände) die hier zwischen 1935 und 1945 stationiert waren.
| Von           | Bis            | Einheit                                                        | Ausrüstung                                          |
| ------------- | -------------- | -------------------------------------------------------------- | --------------------------------------------------- |
| März 1935     | März 1945      | Aufkl.Gr. 323 (Aufklärungsgruppe 323)                          |                                                     |
| April 1936    | September 1937 | Aufkl.Gr. 123                                                  |                                                     |
| Oktober 1937  | Oktober 1938   | Aufkl.Gr. 23                                                   |                                                     |
| November 1938 | August 1939    | Aufkl.G 11                                                     | Henschel Hs 126                                     |
| November 1944 | Februar 1945   | II./ZG 76 (II. Gruppe des Zerstörergeschwaders 76)             | Messerschmitt Me 410A-1/U2, Messerschmitt Me 410B-2 |
| November 1944 | März 1945      | 14./KG 3 (14. Staffel des Kampfgeschwaders 3)                  | Junkers Ju 88A-4                                    |
| Februar 1945  | März 1945      | Stab, II./SG 2 (Stab und II. Gruppe des Schlachtgeschwaders 2) | Focke-Wulf Fw 190                                   |
| Februar 1945  | April 1945     | III./JG 54 (III. Gruppe des Jagdgeschwaders 54)                | Messerschmitt Bf 109G                               |
| April 1945    | April 1945     | I., III./JG 27                                                 | Messerschmitt Bf 109K                               |

Am 2. Mai 1945 besetzten sowjetische Truppen das Gelände und nutzten es in den letzten Kriegstagen als Einsatzhorst mehrerer Jagdfliegereinheiten. Auch der dreifache Held der Sowjetunion Alexander Pokryschkin, Kommandeur der 9. Gardejagdfliegerdivision, war mit seiner Einheit kurzzeitig in Großenhain stationiert.

### Sowjetischer Militärflugplatz (1945–1993)
Nach Kriegsende bauten die sowjetischen Luftstreitkräfte unter Einbeziehung der vorhandenen Infrastruktur Großenhain zur Fliegerbasis aus, unter anderem durch Verlängerung der Start- und Landebahn. Von 1951 bis 1993 war der Stab der 105. Fliegerdivision der Sowjetischen Streitkräfte in Großenhain stationiert sowie bis 1989 das 497. Fliegerregiment als Teil der Division. Auch andere Einheiten der 16. Luftarmee nutzten den Platz. Auf dem Militärflugplatzgelände entstand ein Sonderwaffenlager, in dem Kernwaffen gelagert wurden. Großenhain war ab Herbst 1971 einer der Verteilungspunkte der sowjetischen Truppen in der DDR, weswegen er auch regelmäßig von Flugzeugen der Aeroflot angeflogen wurde. Am 27. Mai 1973 floh ein sowjetischer Angehöriger des in Großenhain liegenden 497. Jagdbombenfliegerregiments mit einer Su-7 in die Bundesrepublik Deutschland und sprang dort mit dem Fallschirm ab; das Flugzeug zerschellte nahe Klein Schöppenstedt bei Braunschweig. Am 22. März 1993 starteten letztmals russische Kampfflugzeuge, im August fanden die letzten Starts von Transportflugzeugen Richtung Russland statt.
Folgende sowjetische Einheiten waren, soweit bekannt, in dieser Zeit in Großenhain stationiert. Die Auflistung berücksichtigt nicht kurzzeitige Stationierungen infolge von Manövern, Bauarbeiten auf anderen Plätzen oder ähnlichem.

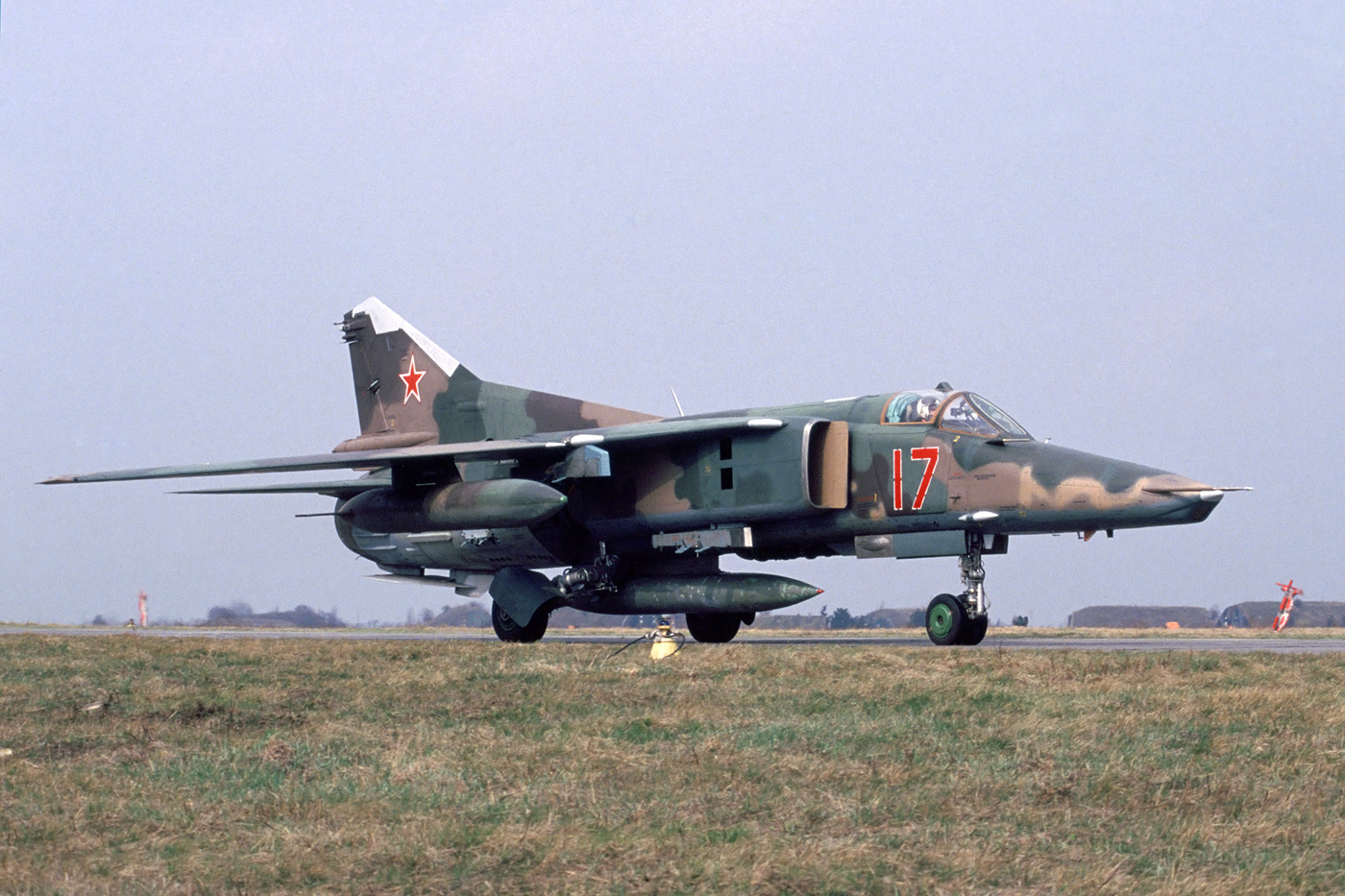
MiG-27D des 296. APIB in Großenhain (1993)

| Von      | Bis      | Einheit | Anmerkungen                                                 |
| -------- | -------- | --- | ----------------------------------------------------------- |
| Mai 1945 | Mai 1945 | 9. Gw IAD (Gardejagdfliegerdivision) 322. IAD (Jagdfliegerdivision)                                           | mit Stab                                                    |
| Mai 1945 | Mai 1945 | 482. IAP (Jagdfliegerregiment)                                                                                | ausgerüstet mit La-5                                        |
| Mai 1945 | Mai 1945 | 2. Gw IAP (Gardejagdfliegerregiment) 937. IAP                                                                 | ausgerüstet mit La-7                                        |
| Mai 1945 | Mai 1945 | 16. Gw IAP 100. Gw IAP 104. Gw IAP                                                                            | ausgerüstet mit P-39                                        |
| 1946     | 1949     | 2. Gw SchAD (Gardeschlachtfliegerdivision) 78. Gw SchAP (Gardeschlachtfliegerregiment)                        | mit Stab, ausgerüstet mit IL-10                             |
| 1947     | 1948     | 3. Gw IAD | mit Stab                                                    |
| 1948     | 1951     | 6. Gw IAD | mit Stab                                                    |
| 1951     | 1993     | 105. IAD, später umbenannt in 105. ADIB (Fliegerdivision der Jagdbomber)                                      | mit Stab, ausgerüstet mit Jak-12, An-2, An-14, später MiG-9 |
| 1951     | 1955     | 559. IAP | ausgerüstet mit MiG-15                                      |
| 1951     | 1989     | 497. IAP, später umbenannt in 497. APIB (Fliegerregiment der Jagdbomber) und 497. BAP (Bombenfliegerregiment) | ausgerüstet mit MiG-15 und MiG-17, Su-7 und Su-17, Su-24    |
| 1989     | 1993     | 296. APIB | ausgerüstet mit MiG-27                                      |

### Zivilflugplatz (seit 1993)
Nach dem Ende der DDR 1990 und dem danach beginnenden Rückzug der sowjetischen Streitkräfte aus Deutschland, begann die Umwandlung des Flugplatzes zur weiteren zivilen Nutzung. Ab Mai 1993 fanden erste zivile Flugaktivitäten statt. Am 23. September 1993 übernahm das Bundesvermögensamt das Gelände, welches in Folge Eigentum des Freistaates Sachsen wurde. Es wird bis in die Gegenwart für den Flugplatzbetrieb verpachtet. Erst die Flugplatz Großenhain GmbH, dann die Nachfolgegesellschaft Kilianair GmbH und spätere Sachsenflug GmbH unterhielten neben dem Flugplatz ein Luftfahrtunternehmen und eine Flugschule. Später beschränkten sie das Geschäft auf den reinen Flugplatzbetrieb und den Verkauf von Gutscheinen für Rundflüge in Sachsen, die sie mit geeigneten Partnern realisierten. Aufgrund von Schäden durch einen Tornado in Großenhain hat die derzeitige Sachsenflug GmbH am 30. Juni 2010 Insolvenz angemeldet. Nach zusätzlichen Wärmeschäden an den Rollbahnen wurde der Flugplatz vorübergehend geschlossen. Für die Zukunft strebt die Flugplatz Großenhain UG an, den Flugplatzbetrieb zu übernehmen und insgesamt die Attraktivität des Flugplatzes Großenhain zu erhöhen. Die Betriebsgenehmigung für den Flugplatz Großenhain wurde am 22. November 2010 von der Landesluftfahrtbehörde an die Flugplatz Großenhain UG übertragen, nach einer Abnahmeprüfung am 10. Dezember 2010 wurde der Flugbetrieb vorerst auf der Grasbahn, seit April 2011 auf beiden Bahnen wieder aufgenommen. Südlich der Grasbahn ist ein großzügiges Segelfluggelände in Betrieb.
Im Dezember 2022 unterzeichneten der Freistaat Sachsen, der Landkreis Meißen und die Stadt Großenhain eine Absichtserklärung, dass der Flugbetrieb perspektivisch eingestellt werden soll, um auf dem Areal ein 145 Hektar großes Industriegebiet entwickeln zu können.

## Infrastruktur
Es gibt für Flugzeuge eine Tankstelle mit AvGas- und MoGas-Luftfahrtkraftstoffen.
Daneben gibt es als besondere Attraktion im Gelände des Flugplatzes das Fliegende Museum – Historische Flugzeuge Josef Koch, das eine Reihe von seltenen flugfähigen Oldtimer-Flugzeugen betreibt.
Ein großer Teil der ab 1913 errichteten Flugzeughallen wird heute von Großenhainer Industrie- und Gewerbeunternehmen genutzt, darunter die älteste erhaltene deutsche Flugzeugwerft. Die Luftfahrtindustrie ist durch einen Hamburger Airbus-Zulieferer vertreten.

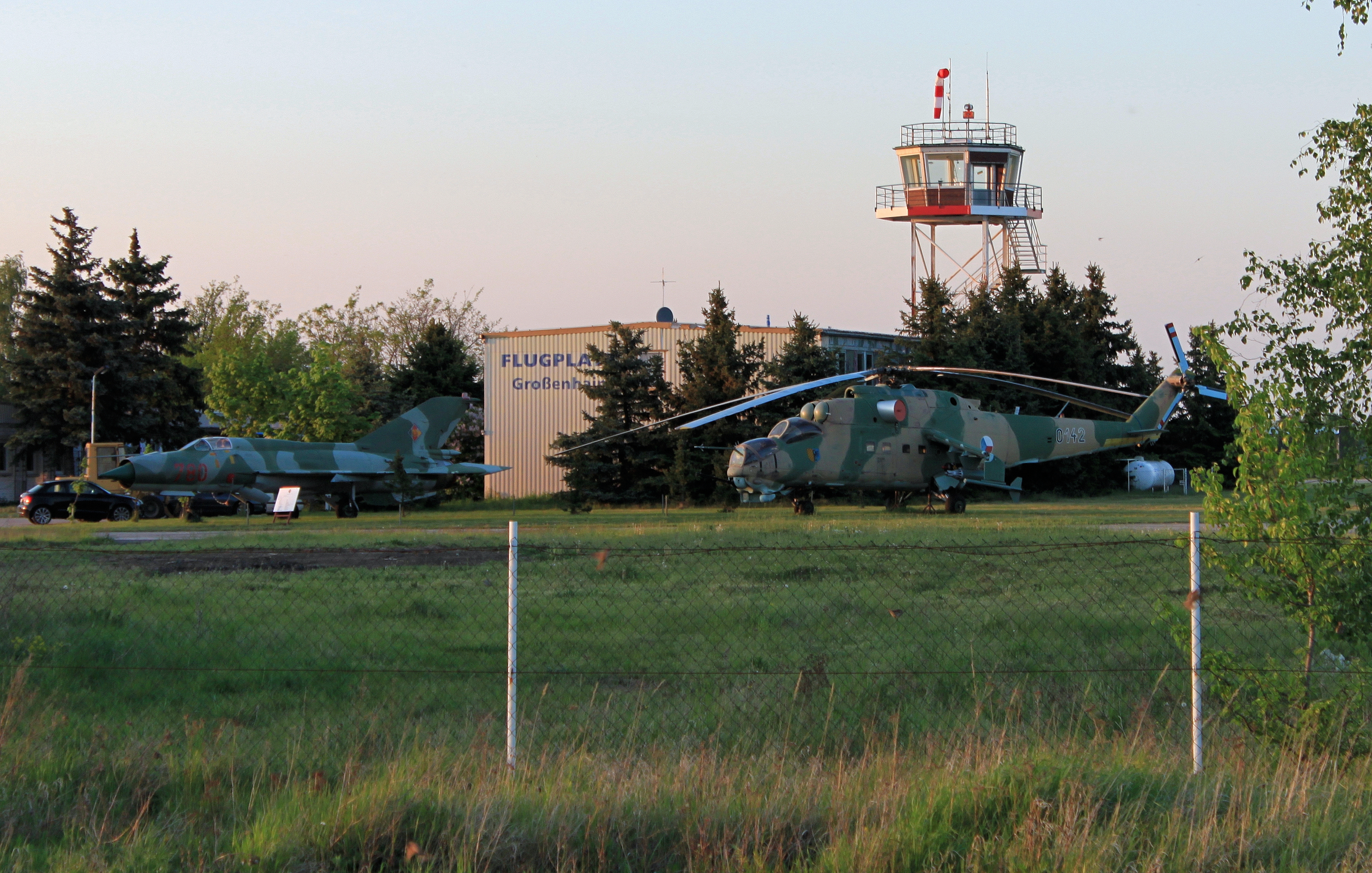
Vor dem Tower die MiG-21PFM Nr. 780 (ehemals LSK/LV der NVA) und die Mil Mi-24D (Ex CzAF, stationiert in Přerov, Tschechische Republik).
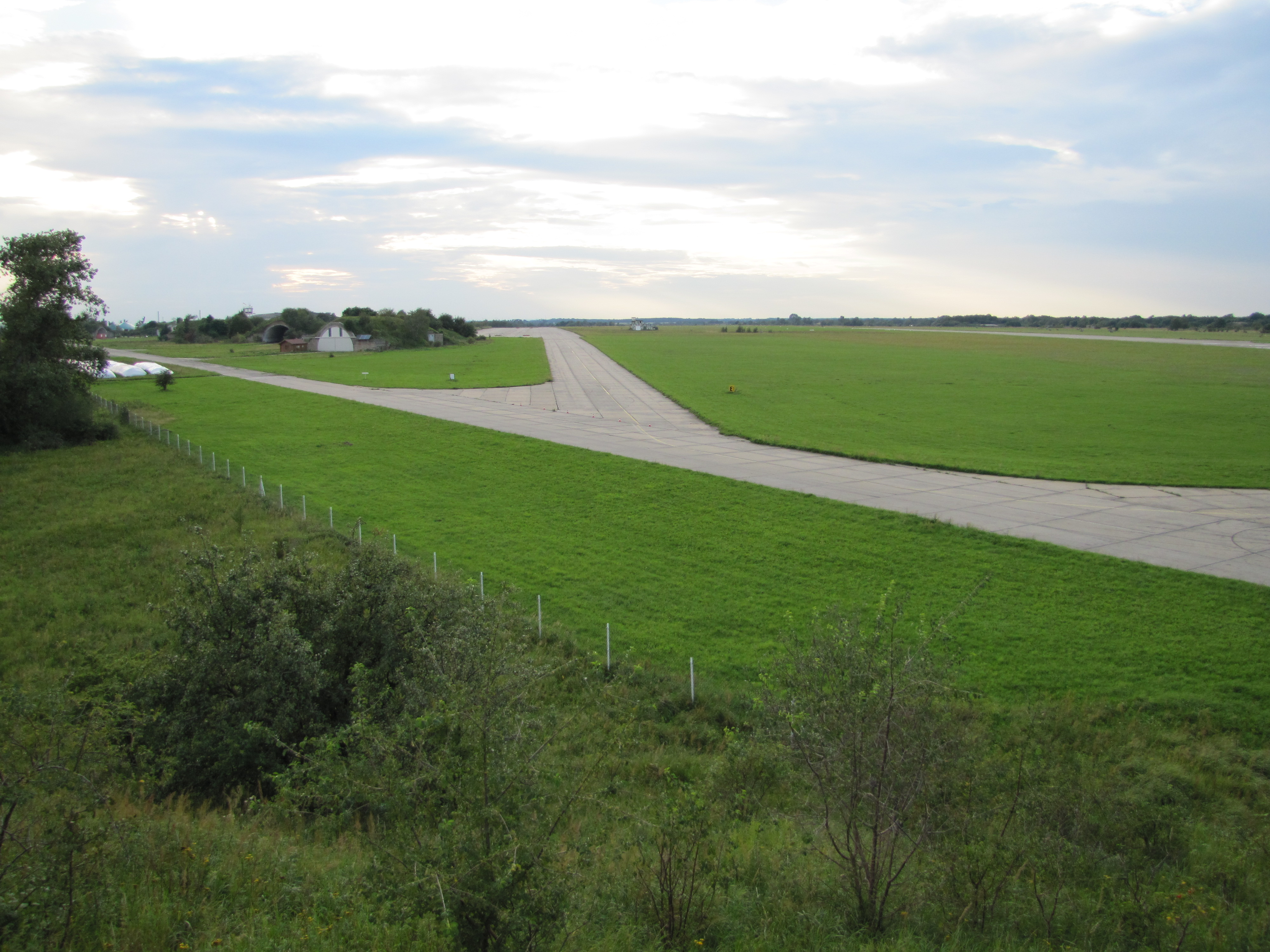
Ansicht des Geländes aus Südosten
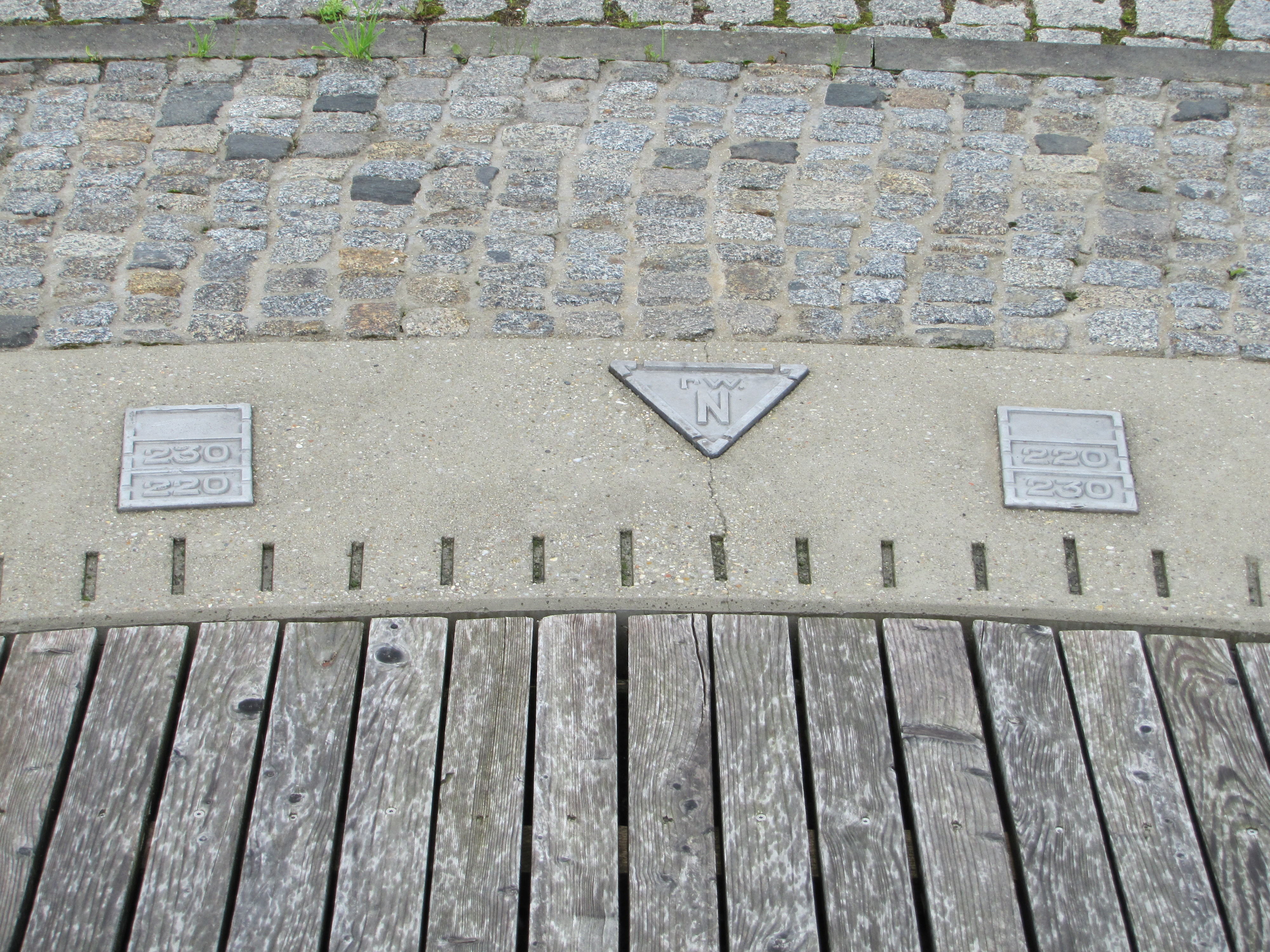
Ehemaliger Kompensierplatz
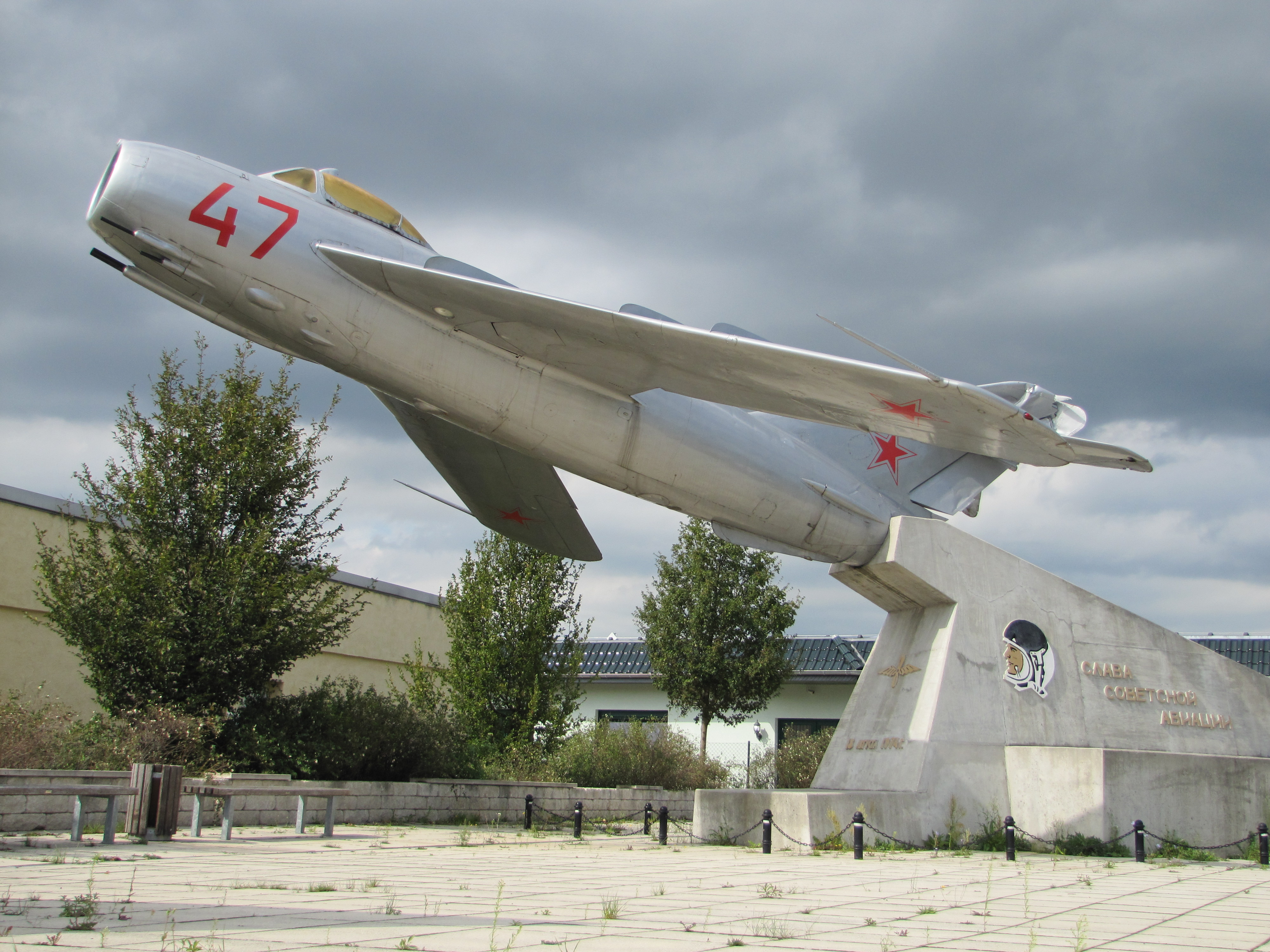
Flugzeugdenkmal MiG-17 der Sowjetarmee
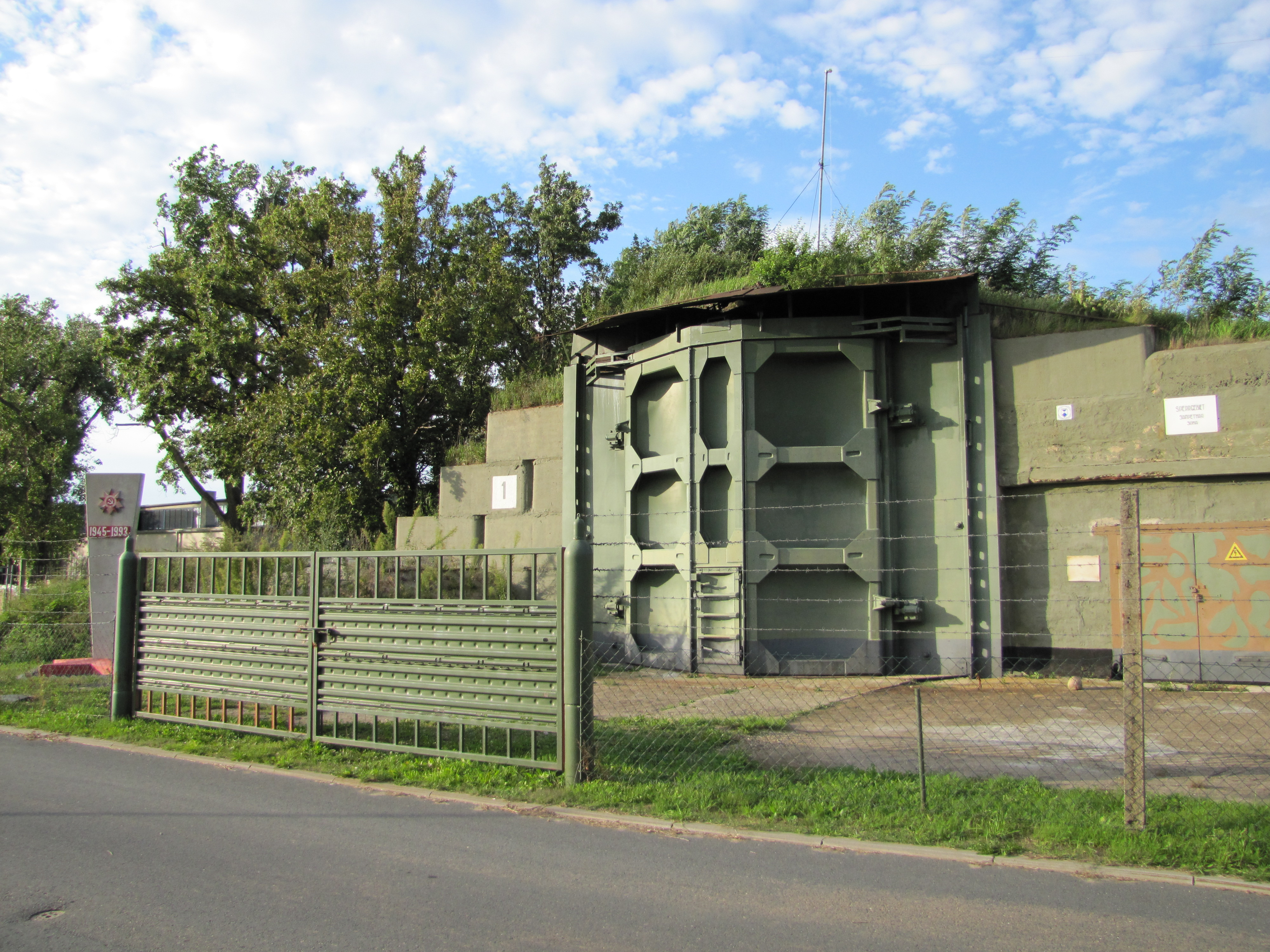
Bunker Granit Typ 1, Nr. 1 der Sowjetarmee